# Mörk rödprick
Mörk rödprick (Arthonia incarnata) är en lavart som beskrevs av Theodor 'Thore' Magnus Fries och Almq.. Mörk rödprick ingår i släktet Arthonia, och familjen Arthoniaceae. Enligt den finländska rödlistan är arten nära hotad i Finland. Enligt den svenska rödlistan är arten sårbar i Sverige. Arten förekommer i Svealand, Nedre Norrland och Övre Norrland. Artens livsmiljö är naturmoskogar.